# Dryophytes andersonii
 Dryophytes andersonii  – gatunek płaza bezogonowego z rodziny rzekotkowatych (Hylidae). Występuje w kilku izolowanych populacjach na wschodzie USA, od stanu New Jersey do Alabamy.

## Wygląd
Samce D. andersonii dorastają do 3,8–4,7 cm, a samice do 3–4,1 cm. Jasnozielone rzekotki, biało nakrapiane. Na udach i pachwinach pomarańczowe pasy.

## Pożywienie
Jako kijanki rzekotki te żywią się wodnymi roślinami, dorosłe osobniki jedzą muchy, żuki, motyle, ćmy i ślimaki.

## Rozmnażanie
Okres godowy trwa od maja do lipca. W tym czasie samce stają się agresywne i walczą o samice. Płazy zaczynają się rozmnażać w wieku 2–3 lat.

## Status zagrożenia
W Czerwonej księdze gatunków zagrożonych IUCN Dryophytes andersonii od 2023 roku klasyfikowany jest jako gatunek najmniejszej troski (LC, ang. Least Concern); wcześniej uznawano go za gatunek bliski zagrożenia (NT, ang. Near Threatened).
Głównym zagrożeniem dla D. andersonii jest niszczenie ich środowiska naturalnego (osuszanie jezior). Zwierzęta te są także bardzo wrażliwe na zatrucia DDT.